# Dialeuropora murrayae
Dialeuropora murrayae là một loài côn trùng cánh nửa trong họ Aleyrodidae, phân họ Aleyrodinae.
Dialeuropora murrayae được Takahashi miêu tả khoa học đầu tiên năm 1931.